# Фідель Давіла Аррондо
Фідель Давіла Аррондо, маркіз Давіла (ісп. Fidel Dávila Arrondo; 24 квітня 1878 — 22 березня 1962) — іспанський військовик і політик, франкістський прем'єр-міністр часів громадянської війни.

## Кар'єра
1898 року брав участь в Іспансько-американській війні. Отримавши звання підполковника, був відряджений до Іспанського Марокко. 1929 року повернувся на батьківщину в званні генерала.
Під час проведення військових реформ Мануеля Асаньї Аррондо був переведений у резерв до міста Бургос. Там він узяв участь у змові проти Народного фронту. В ніч з 18 на 19 липня 1936 року Давіла разом з іншими заколотниками захопив уряд Бургоса. Пізніше він став членом військової хунти, Державного технічного комітету, ядра майбутнього іспанського національного уряду. Під час громадянської війни Арондо брав участь у північній кампанії, доклавшись до захоплення Кантабрії, Астурії та Біскайї.
Після започаткування націоналістичного уряду очолив його, замінивши формального лідера військової хунти Мігеля Кабанельяса.